# 坂本恭章 (言語学者)
坂本 恭章（さかもと やすゆき、1935年1月2日 - ）は、日本のタイ語・カンボジア語学者、東京外国語大学名誉教授。
台北生まれ。父は台湾総督府勤務。父が戦病死し、敗戦後引揚げ、熊本県、福岡県で育つ。長崎県立島原高等学校卒、1958年東京大学文学部言語学科卒、海外事情調査所所員、1965年東京外国語大学アジア・アフリカ言語文化研究所助手、69年講師、72年助教授、80年教授。97年定年退官、名誉教授、共立女子短期大学教授。妻はタイ語の坂本比奈子(1936-2013)。

## 編著書
- 『カンボジア語会話練習帳』編 大学書林 1985
- 『カンボジア語基礎1500語』編 大学書林 1985
- 『カンボジア語辞典』大学書林 1988
- 『タイ語入門』大学書林 1989
- 坂本恭章『モン語辞典』東京外国語大学アジア・アフリカ言語文化研究所〈アジア・アフリカ言語文化叢書 ; 29〉、1994年。 NCID BN11104921。全国書誌番号:94071436。 - モン語には様々な方言があり標準語は存在しないが、本著のインフォーマントはタイのノンタブリー県パークレット郡クリアンで生まれ育った人物である。
- 坂本恭章『日本語-モン語辞典』東京外国語大学アジア・アフリカ言語文化研究所〈アジア・アフリカ言語文化叢書 ; 32〉、1996年。 NCID BN14362151。全国書誌番号:96073193。 - (坂本(1994)) の姉妹編。

翻訳
- 『カンボジア王の年代記』Nava Rataneyya編纂 上田広美編 明石書店 2006

## 論文
- 坂本恭章「言語の理解度と語彙量との関係:カンボジア語のテキストを例として」『言語研究』第1966巻第49号、日本言語学会、1966年、43-54頁、doi:10.11435/gengo1939.1966.43、ISSN 0024-3914、NAID 130003565081。
- 坂本恭章「カンボジア語標準語とプノンペン方言」『東南アジア研究』第6巻第2号、京都大学東南アジア研究センター、1968年、290-320頁、doi:10.20495/tak.6.2_290、ISSN 0563-8682、NAID 110000201794。
- 坂本恭章「チャム語中のクメール語的要素」『言語研究』第1969巻第55号、日本言語学会、1969年、95-97頁、doi:10.11435/gengo1939.1969.55_95、ISSN 0024-3914、NAID 130003565127。
- 坂本恭章「タイのモン語」『アジア・アフリカ言語文化研究所通信』第19巻、東京外国語大学、1973年8月、30頁、ISSN 09108068、NAID 110003475555。
- 坂本恭章「モンの民話・伝説」『アジア・アフリカ言語文化研究』第7号、東京外国語大学アジア・アフリカ言語文化研究所、1974年1月、225-236頁、ISSN 03872807、NAID 40000082057。
- 坂本恭章「アジア・アフリカの諸言語の電算機処理」『情報管理』第22巻第7号、国立研究開発法人 科学技術振興機構、1979年、519-525頁、doi:10.1241/johokanri.22.519、ISSN 0021-7298、NAID 130005136317。
- 坂本恭章「タイ語の単純質問文と非難文」『アジア・アフリカ言語文化研究所通信』第49巻、東京外国語大学、1983年11月、5-6頁、ISSN 09108068、NAID 110003500695。
- 坂本恭章「タイ語のthammaj<なぜ>と不随意動詞の下位分類」『アジア・アフリカ言語文化研究』46・47、東京外国語大学アジア・アフリカ言語文化研究所、1994年、409-414頁、ISSN 03872807、NAID 40000082418。